# Кальніченко Ігор Вікторович
Кальніченко Ігор Вікторович (нар. 7 листопада 1961, м. Тульчин, Вінницька область) — український політик.
Державний радник податкової служби 1-го рангу; член Політради Партії регіонів.
Н. 7.11.1961 (місто Тульчин, Вінницька область).
Освіта: Вінницький політехнічний інститут (1983), інженер-будівельник.
09.2007 канд. в нар. деп. України від Партії регіонів, № 254 в списку. На час виборів: нар. деп. України, член ПР.
Народний депутат України 5-го скликання 04.2006-11.2007 від Партії регіонів, № 107 в списку. На час виборів: нар. деп. України, член ПР. Член фракції Партії регіонів (з 05.2006). Член Комітету з питань боротьби з організованою злочинністю і корупцією (з 07.2006), голова підкомітету з питань контролю за дотриманням законодавства у сфері боротьби з організованою злочинністю і корупцією органами державної влади та місцевого самоврядування.
Народний депутат України 4-го скликання 04.2002-04.2006, виборчій округ № 16, Вінницька область, висунутий Виборчім блоком політичних партій «За єдину Україну!». За 37.24 %, 13 суперників. На час виборів: заступник Голови Державної податкової адміністрації України, член Партії регіонів. Член фракції «Єдина Україна» (05.-06.2002), член групи «Європейський вибір» (06.2002-11.2003), член фракції «Регіони України» (11.2003-09.2005), член фракції Партії «Регіони України» (з 09.2005). Заступник голови Комітету з питань фінансів і банківської діяльності (з 06.2002).
- 1983 — майстер, Крижопільська міжгосподарська буд. організація.
- 1983—1985 — служба в армії.
- 1985—1989 — майстер, Крижопільська міжгосподарська буд. організація; гол. інженер, Чечельницька ПМК № 22.
- 1989—1994 — начальник, Тростянецька міжгосподарська ПМК № 18.
- 1994—1997 — голова правління, АТЗТ «Тростянецьрайагробуд».
- 10.1997-11.1998 — голова, Тростянецька райдержадміністрація Вінницької області.
- 10.1998-07.2000 — голова, Державна податкова адміністрація в Вінницькій області.
- 2000 — начальник Головного управління стягнення податкової заборгованості, 08.2000-04.2002 — заступник Голови Державної податкової адміністрації України.

Член Комісії з перевірки використання міжнародної технічної допомоги (11.2000-11.2001).
Державний радник податкової служби 2-го рангу (11.1998). Орден «За заслуги» III ступеня (08.1999).
Помер 27.11.2009.